# Electrización
En física, se denomina electrización al efecto de ganar o perder cargas eléctricas, normalmente electrones, producido por un choque de partículas subatómicas.

## Electrización de materiales
Existen tres formas de electrizar un cuerpo: electrización por fricción,' conducción' e inducción. En estos procedimientos siempre está presente el principio de conservación de la carga y la regla fundamental de la electrostática.

### Fricción
Al frotar dos cuerpos eléctricamente neutros (número de electrones igual al número de protones), ambos se cargan, uno con carga positiva y el otro con carga negativa. Si se frota una barra de vidrio con un paño de seda, hay un traspaso de electrones del vidrio a la seda. Si se frota un lápiz de pasta con un paño de lana, hay un traspaso de electrones del paño al lápiz.
El vidrio adquiere una carga eléctrica positiva (mayor número de protones) al perder un determinado número de cargas negativas (electrones); estas cargas negativas son atraídas por la seda, con lo cual se satura de cargas negativas. Al quedar cargados eléctricamente ambos cuerpos, ejercen una influencia eléctrica en una zona determinada, que depende de la cantidad de carga ganada o perdida, dicha zona se llama campo eléctrico, una explicación sobre los materiales y cómo se cargan puede hallarse en el efecto triboeléctrico.

### Contacto
En la electrización por contacto, el cuerpo conductor es puesto en contacto con otro cuya carga es nula. Aquel cuerpo que presente un exceso relativo de electrones los transferirá al otro. Al culminar la transferencia los dos cuerpos quedan con carga de igual signo, ya que cargas iguales se repelen.

### Inducción
La inducción electromagnética es el fenómeno que origina la producción de una fuerza electromotriz (f.e.m. o tensión) en un medio o cuerpo expuesto a un campo magnético eso se menciona en un medio móvil respecto a un campo magnético estático no uniforme, o la variación de las líneas de campo que atraviesan dicha superficie mediante un giro. La inducción se produce cuando la energía de un campo electromagnético es transferida a un cuerpo expuesto dentro de su radio.

## Carga por el efecto fotoeléctrico
Es un efecto de formación y liberación de partículas eléctricamente cargadas que se produce en la materia. En el efecto fotoeléctrico externo se liberan electrones en la superficie de un conductor metálico al absorber energía de la luz que incide sobre dicha superficie. Este efecto se emplea en la célula fotoeléctrica, donde los electrones liberados por un polo de la célula, el fotocátodo, se mueven hacia el otro polo, el ánodo, bajo la influencia de un campo eléctrico.

## Carga por electrólisis
La mayoría de los compuestos inorgánicos y algunos de los orgánicos se ionizan al fundirse o cuando se disuelven en agua u otros líquidos; es decir, sus moléculas se disocian en especies químicas cargadas positiva y negativamente.
Si se coloca un par de electrodos en una disolución de un electrólito (compuesto ionizable) y se conecta una fuente de corriente continua entre ellos, los iones positivos de la disolución se mueven hacia el electrodo negativo y los iones negativos hacia el positivo. Al llegar a los electrodos, los iones pueden ganar o perder electrones y transformarse en átomos neutros o moléculas; la naturaleza de las reacciones del electrodo depende de la diferencia de potencial o voltaje aplicado.

## Carga por efecto termoeléctrico
Es la electricidad generada por la aplicación de calor a la unión de dos o más materiales diferentes. Si se unen por ambos extremos dos alambres de distinto material (este circuito se denomina como termopar), y una de las uniones se mantiene a una temperatura superior a la otra, surge una diferencia de tensión que hace fluir una corriente eléctrica entre las uniones caliente y fría.